# Landwidi
Landwidi (altnord. Landviði – „weites Land“), vielleicht auch nur als Widi bzw. Vidi, ist in der nordischen Mythologie der Wohnort des Gottes Vidar. Es ist nicht sicher, ob der Ausdruck land viði als Eigenname oder als „weites Land“ zu betrachten ist.

„Mit Gesträuch begrünt sich und hohem Grase

Widars Land Widi.

Da steigt der Sohn auf den Sattel der Mähre

Den Vater zu rächen bereit.“